# Nesodynerus scoriaceus
Nesodynerus scoriaceus är en stekelart som först beskrevs av Perkins.  Nesodynerus scoriaceus ingår i släktet Nesodynerus och familjen Eumenidae. Inga underarter finns listade i Catalogue of Life.